# Grorud IL
Maillots
Dernière mise à jour : 11 novembre 2023.
Le Grorud Idrettslag, est un club norvégien de football fondé en 1918 et basé dans la ville de Grorud en Norvège.

## Histoire
Le Grorud IL est fondé le 18 mars 1918.
Le Grorud IL accède pour la première fois à la 1. divisjon (D2) en 2020 après avoir été sacré champion de troisième division lors de la saison 2019.